# 古川祐樹
古川 祐樹（ふるかわ ゆうき、1985年4月5日 - ）は、埼玉県草加市出身の元プロ野球選手（投手）。現在は、読売ジャイアンツ球団職員。

## 経歴

### プロ入り前
小学校1年から5歳上の兄に連れられ、草加市スポーツ少年団の瀬崎ベアーズで野球を始めた。草加市立瀬崎中学校では硬式クラブからの誘いもあったが、小学校時代のチームメイトとのプレイを希望したため学校の軟式野球部に所属した。
春日部共栄高に進学し、2年秋から背番号1を背負ったが、左ひじを痛めたため秋季大会は投げていない。高3夏の埼玉大会決勝で聖望学園高等学校に敗れる等、甲子園への出場はない。甲子園経験はないが、春日部共栄高時代は浦和学院高等学校・須永英輝のライバルとして知られていた。
明治大学では左のエースとして活躍し、久米勇紀、水田裕（東邦ガス）、白石守（元三菱重工名古屋）と合わせて「明大カルテット」または「M4」と呼ばれた。大学4年春にはリーグ2位の防御率1.14をマーク。
2007年のドラフトで、巨人に大学・社会人3位での指名を受ける。契約金7000万円、年俸1200万円（いずれも推定）。

### プロ入り後
2008年、春季キャンプで原辰徳監督から「実戦的な投手。一軍の高いレベルから見られる」と賞賛を受けるも一軍昇格はなし。イースタン・リーグでは17試合に投げて3勝2敗、防御率2.62の成績を残す。
2009年4月26日、中継ぎ補充のため、高橋尚成と入れ替わりで本来昇格する予定だった野間口貴彦が首都高速道路で追突事故に遭ったため、初の一軍昇格を果たす。そして当日の中日ドラゴンズ戦に、5番手で登板しプロ初出場を記録した（2安打1失点自責点1）。最終的には一軍では6試合に登板し、防御率4.50の成績を残し、二軍では登板数10試合、1勝1敗2S防御率0.67の成績を残した。
2010年は一軍登板はなく、二軍のみの登板に終わった。二軍での成績は17試合に登板し、0勝0敗防御率は3.38だった。
2011年も一軍登板はなく、二軍のみの登板に終わった。二軍での成績は10試合登板、1勝1敗防御率9.00。
2012年シーズンより育成選手となった。25試合に登板し、0勝0敗防御率0.46と結果を残したが、2012年10月2日、球団から来季の契約を結ばないことが発表された。

### 引退後
2013年1月に、巨人の打撃投手になることが発表された。
2018年1月1日付けで新設されたデータ分析室への異動が発表された。データ分析室では、トラックマンのデータ分析を担当している。
2024年は育成強化部DAチーム。

## プレースタイル
大学時代は最速144キロの球威あるストレート、そしてキレのあるスライダーやシュートなどがある。
巨人に入団したドラフト指名選手としては、今までで最も身長が低い。
2008年、2009年と二年連続で肩痛で長期離脱しており、シーズンを通して投げられる体が課題である。
2010年から、投球フォームをスリークォーターからサイドスローに変えている。

## 人物
高校時代から理数系が得意で、大学の一流スポーツ選手としては珍しい理系（理工学部機械工学科）出身である。大学の時はキャンパスが他の学部キャンパスに比べて練習場から不便な場所（生田キャンパスは、明治大学で唯一神奈川県に所在する）にあったため、練習場とキャンパスを通うため自転車で毎日20キロは走ったという。
古川の父の話によると幼少の頃、実家の壁に向かって的当てをしていたため壁に大きな穴ができてしまったという。修復してはまた穴をあけ、を繰り返したため今までに修繕にかかった費用は総額180万円とのこと。そのため古川本人も契約金で実家のリフォームをしたいと話している。このエピソードを聞いたスカウトらはまるで「巨人の星」の主人公、星飛雄馬のようだと笑ったという。
憧れの人として体格や投球スタイルが似ている東京ヤクルトスワローズの石川雅規、好きな投手として巨人OBの斎藤雅樹を挙げている。
家族は妻、長男、次男。

## 詳細情報

### 年度別投手成績
| 年 度     | 球 団     | 登 板 | 先 発 | 完 投 | 完 封 | 無 四 球 | 勝 利 | 敗 戦 | セ 丨 ブ | ホ 丨 ル ド | 勝 率 | 打 者 | 投 球 回 | 被 安 打 | 被 本 塁 打 | 与 四 球 | 敬 遠 | 与 死 球 | 奪 三 振 | 暴 投 | ボ 丨 ク | 失 点 | 自 責 点 | 防 御 率 | W H I P |
| --------- | --------- | ----- | ----- | ----- | ----- | -------- | ----- | ----- | -------- | ----------- | ----- | ----- | -------- | -------- | ----------- | -------- | ----- | -------- | -------- | ----- | -------- | ----- | -------- | -------- | ------- |
| 2009      | 巨人      | 6     | 0     | 0     | 0     | 0        | 0     | 0     | 0        | 0           | ----  | 18    | 4.0      | 5        | 0           | 2        | 0     | 0        | 0        | 0     | 0        | 2     | 2        | 4.50     | 1.75    |
| 通算：1年 | 通算：1年 | 6     | 0     | 0     | 0     | 0        | 0     | 0     | 0        | 0           | ----  | 18    | 4.0      | 5        | 0           | 2        | 0     | 0        | 0        | 0     | 0        | 2     | 2        | 4.50     | 1.75    |

### 記録
- 初登板：2009年4月26日、対中日ドラゴンズ6回戦（東京ドーム）、9回表に5番手で救援登板・完了、1回1失点

### 背番号
- 57 （2008年 - 2011年）
- 013 （2012年）
- 204 （2013年 - 2017年）